# ナント美術館
ナント美術館（仏: Musée des Beaux-Arts de Nantes）は、フランスのナントにある美術館である。

## 沿革
美術館は1801年にナポレオン・ボナパルトが発令した「シャプタル令(Arrêté Chaptal du 14 fructidor an IX)」によって14のフランスの地方美術館の一つとして設立された。（王政時代から引き継いだ美術品や、亡命した富裕層か所有していて没収された美術品、フランス軍が海外で所得した美術品などでパリの美術館だけでは収容できなくなった美術品を収容するために、当時のフランスの占領地を含む、14のフランスの地方都市に美術館を設立することが命じられた。）1810年にフランスの外交官で美術収集家のフランソワ・カルクール(François Cacault:1742-1805)の美術コレクションが買い取られ収蔵された。1900年に美術館は現在の建物に移され、 2011年から2017年にかけて、美術館は閉鎖されて拡張工事が行われた。

## コレクション
コレクションには13世紀から現代までの美術品が含まれるが、ジョルジュ・ド・ラ・トゥールの『聖ヨセフの夢』、『聖ペテロの否認』、『ハーディ・ガーディ弾き』の3点を所蔵していることで知られている。その他ドミニク・アングル、ギュスターヴ・クールベ、ポール・シニャック、ワシリー・カンディンスキー、マルク・シャガール等。

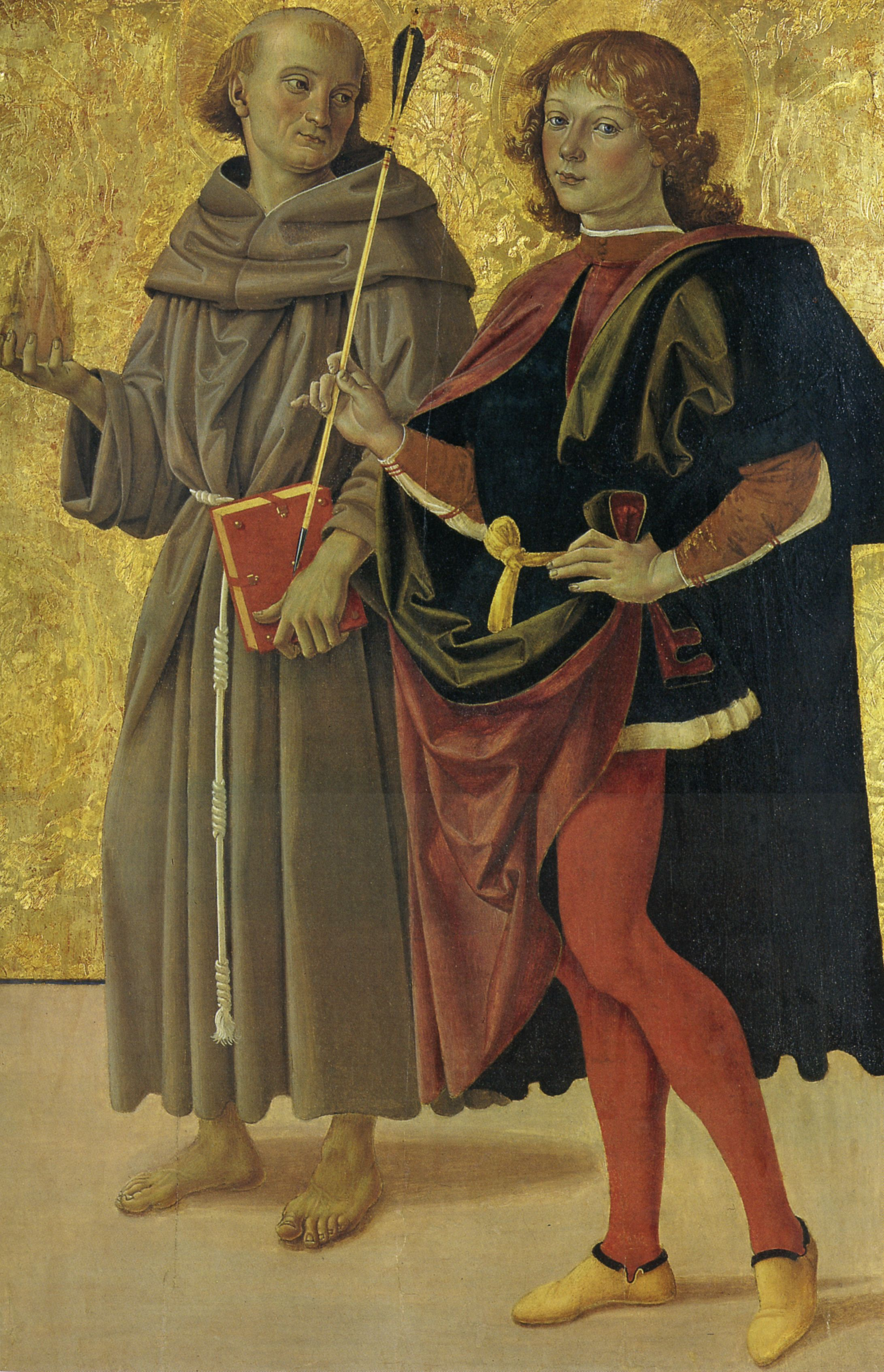
Sant’Antonio da Padova e San Sebastiano (1476/1478年) ペルジーノ
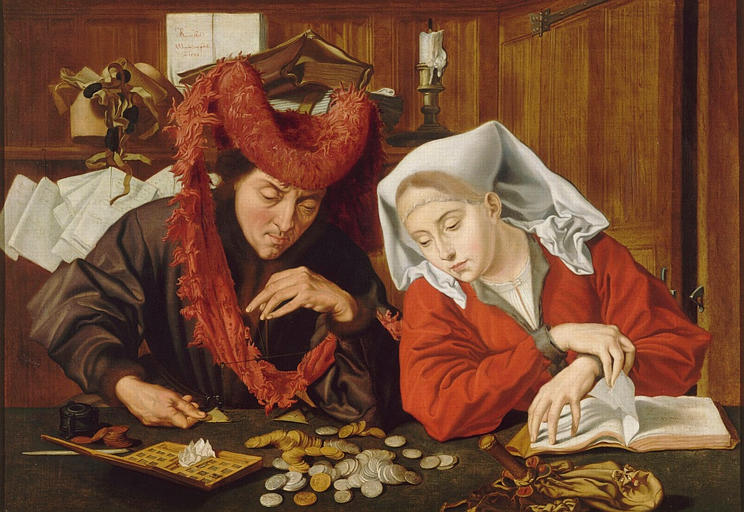
『両替商とその妻』(1538年) マリヌス・ファン・レイメルスワーレ
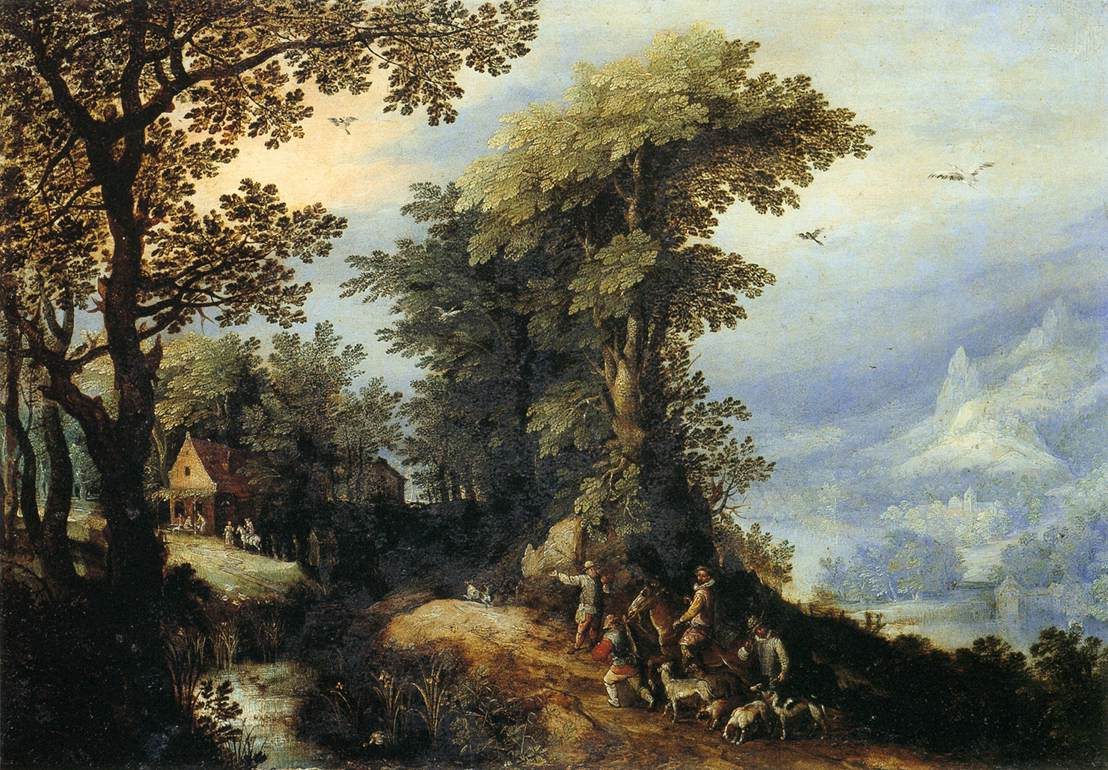
『狩人のいる風景画』(1594/1595年) ヤン・ブリューゲル (父)
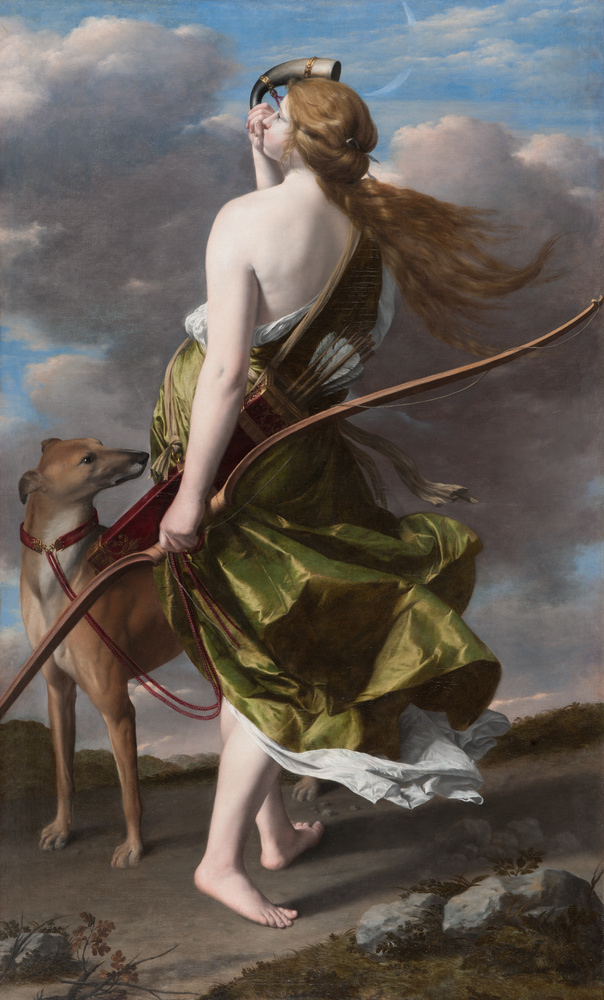
『狩人ディアナ』 (1624-1630年) オラツィオ・ジェンティレスキ
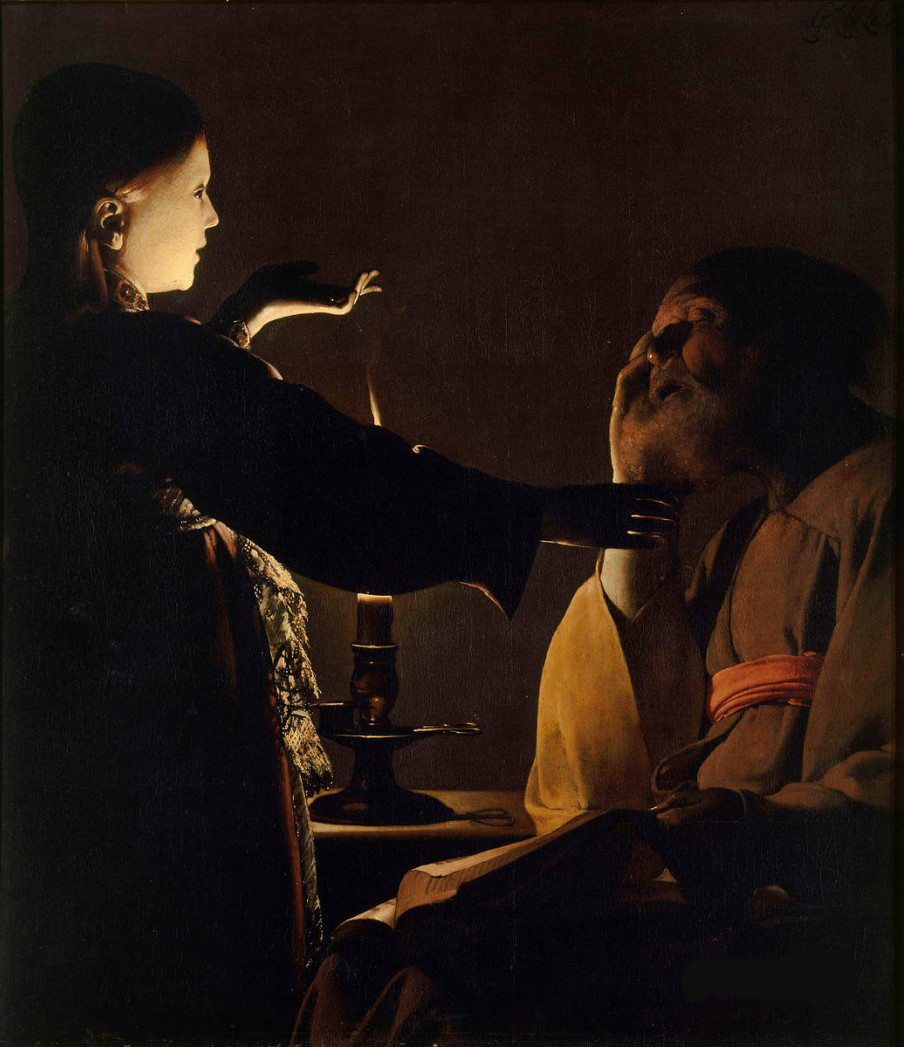
『聖ヨセフの夢』(1642年頃) ジョルジュ・ド・ラ・トゥール
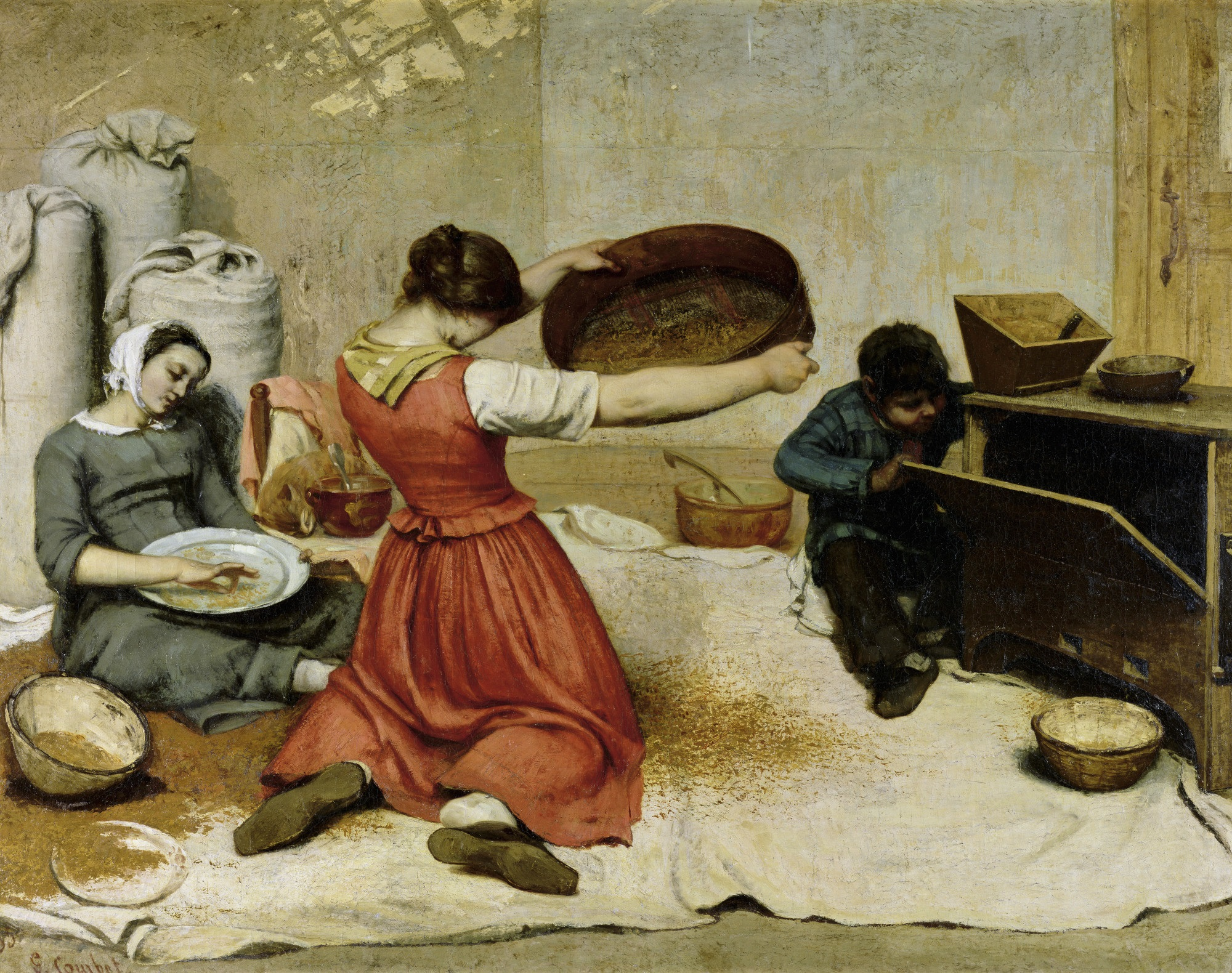
『小麦をふるいにかける女』(1854年) ギュスターヴ・クールベ
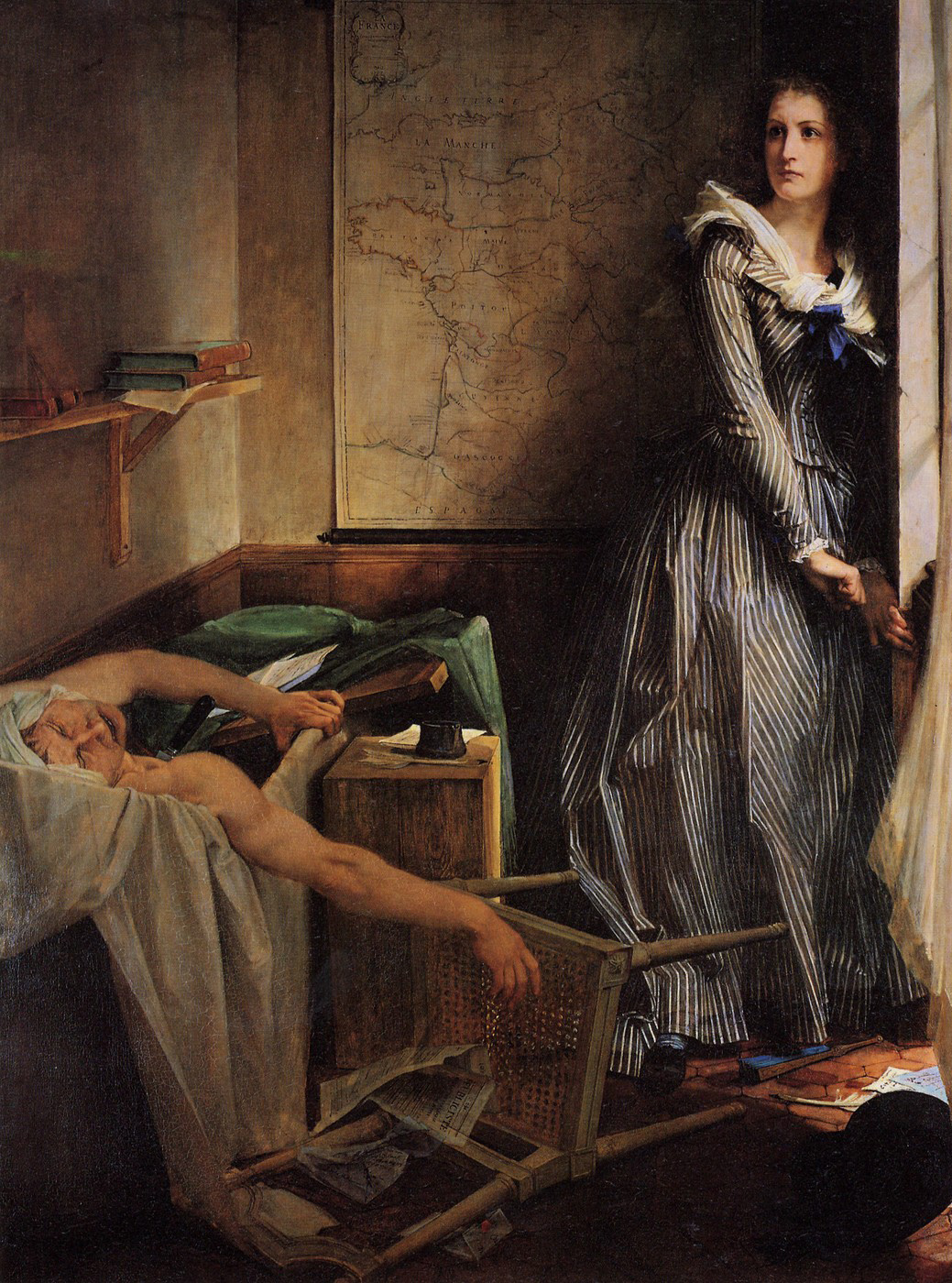
『マラーの暗殺（1860年） ポール・ボードリー
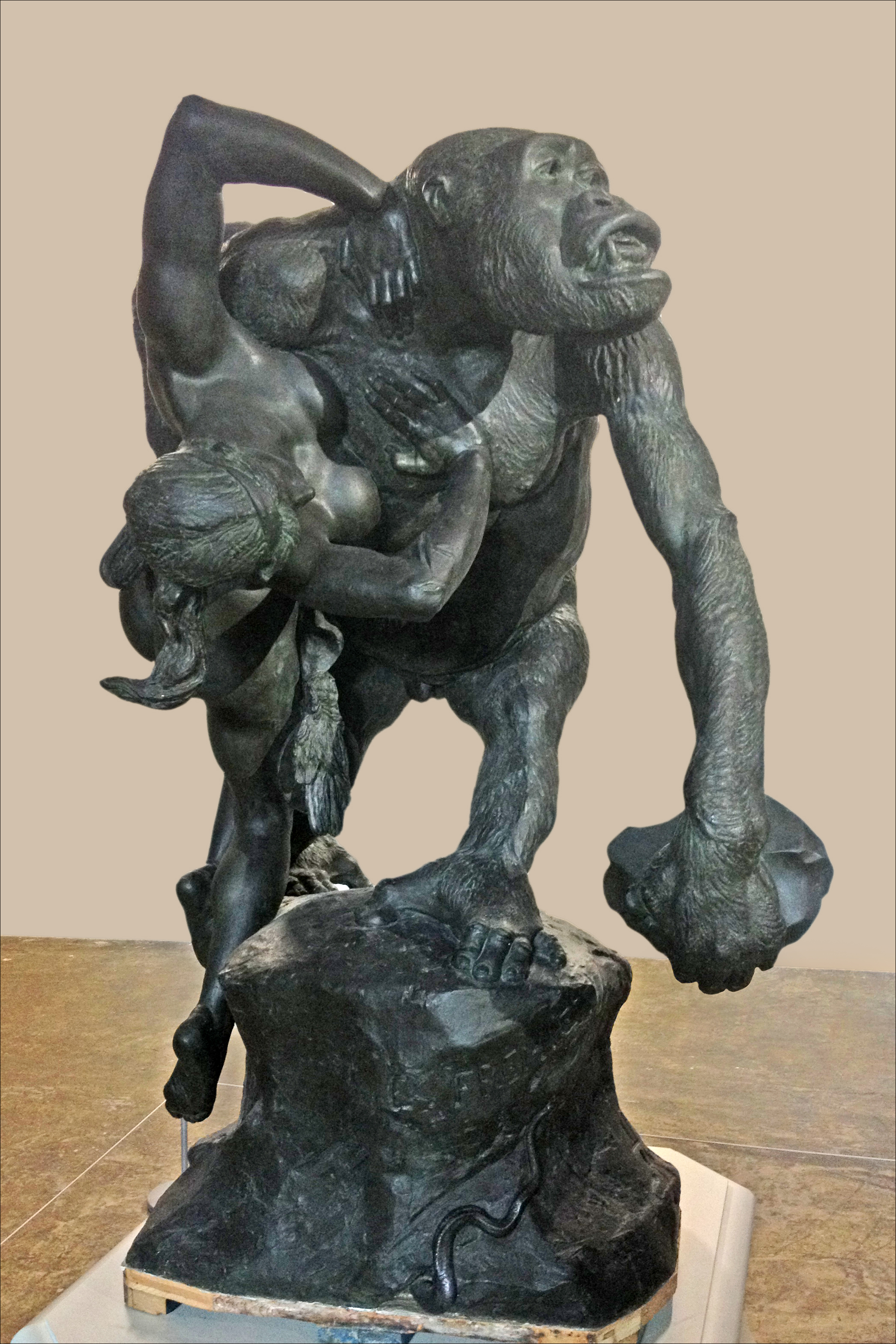
『女性をさらうゴリラ』(1887年) エマニュエル・フレミエ

## 日本にて
1995年には福岡市美術館「魅惑の19世紀フランス絵画: ナント美術館展」が、2002年には新潟市美術館にて「ナント美術館展」が、2012年には浜松市美術館にて、「ナント美術館名品展」が開催された。